# Лозовское (Харьковская область)
Лозовское (укр. Лозівське) — село,
Картамышский сельский совет,
Первомайский район,
Харьковская область.
Код КОАТУУ — 6324584205. Население по переписи 2001 года составляет 191 (89/102 м/ж) человек.

## Географическое положение
Село Лозовское находится на левом берегу реки Берека в месте впадения в неё реки Лозовенька,
выше по течению на расстоянии в 1 км расположено село Степовое,
ниже по течению на расстоянии в 2 км расположено село Павловка Вторая (Лозовский район),
на противоположном берегу — сёла Бунаково (Лозовский район) и Святушино (Лозовский район).

## История
- 1932 — дата основания.

## Экономика
- Молочно-товарная и овце-товарная фермы.

## Достопримечательности
- Остатки Слободской крепости Украинской линии.